# Leiobunum fuscum
Leiobunum fuscum is een hooiwagen uit de familie Sclerosomatidae.